# جونيهيتويه
جونيهيتويه (باليابانية: 十二単衣) تعني الكلمة حرفيا «الثوب ذي الاثنتي عشرة طبقة»، وهو أحد أنواع الكيمونو رفيعة المستوى والتي كانت يقتصر ارتداؤها على أعضاء البلاط الإمبراطوري في اليابان. يعتبر هذا النوع من الكيمونو من أوائل أشكال الكيمونو في اليابان حيث ظهر حوالي القرن العاشر للميلاد في فترة هييآن.
يتكون جونيهيتويه من عدة طبقات من الحرير حيث تكون الطبقة السفلى من الحرير الأبيض تليها طبقات لها أسماء وألوان مختلفة حتى الطبقة العليا الأخيرة أو المعطف. يبلغ وزن الثوب كاملا حوالي 20 كيلو غرام.

## معرض صور

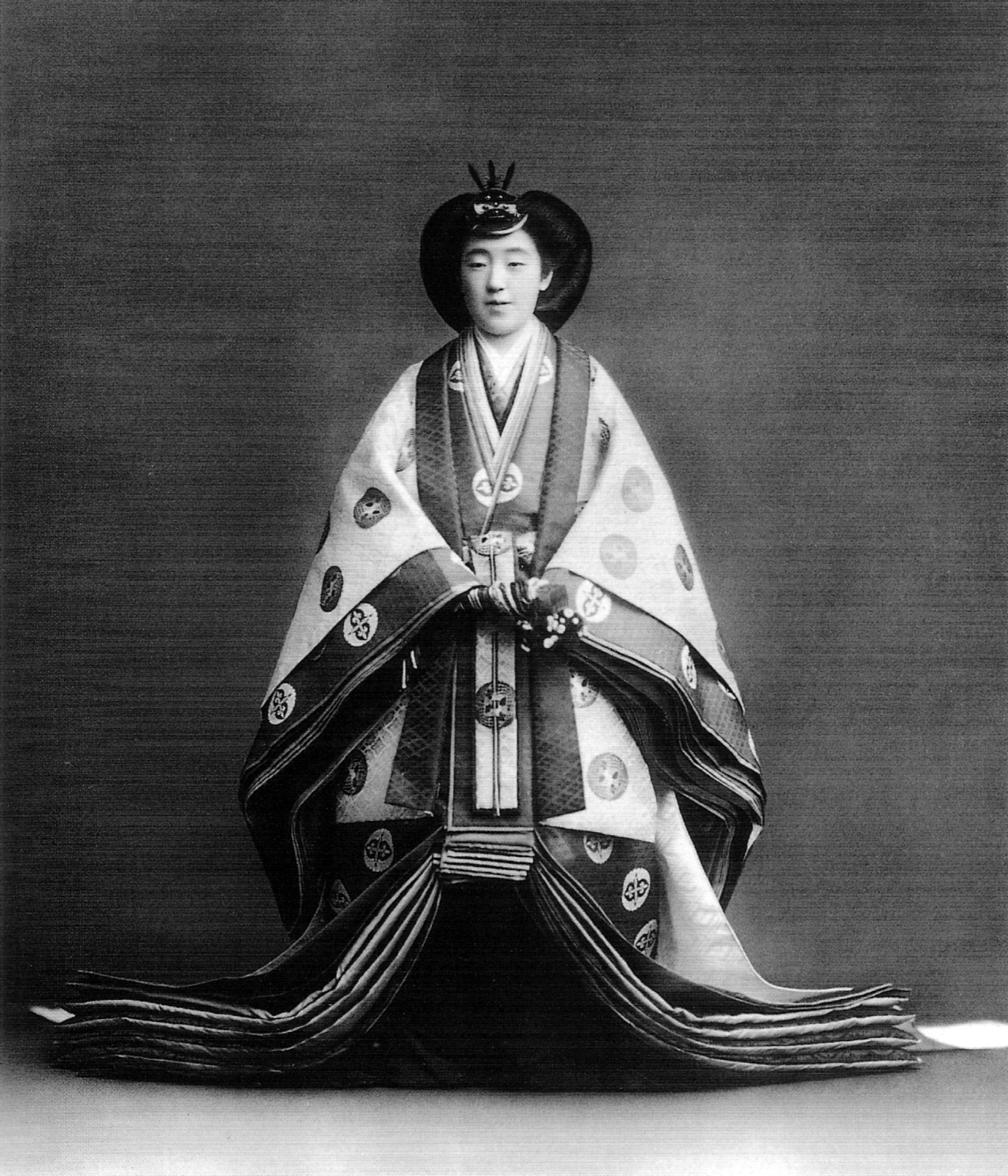
الملكة ناغاكو 1926.
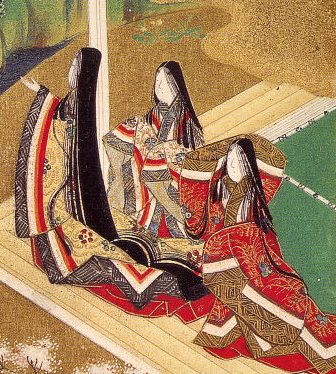